# Гордіан Юрій Маркович
Ю́рій Ма́ркович Го́рдіан (24 березня 1937, Одеса — 8 січня 2024) — радянський та український шаховий композитор. Багаторазовий чемпіон України, 5-разовий чемпіон світу з шахової композиції в командному заліку. Міжнародний майстер, міжнародний арбітр, гросмейстер України з шахової композиції, заслужений майстер спорту України.

## Життєпис
Відвідував Одеський Палац піонерів, де тренувався під керівництвом шахового тренера Самуїла Нутовича Котлермана. Мав хороші перспективи в баскетболі — виступав за юнацьку збірну Одеси, а згодом за збірні Вітебської та Архангельської областей. Після призову до війська спочатку занедбав спорт, а потім протягом служби почав складати шахові задачі. Першу задачу надрукував у 1958 році. Загалом за понад 60 років творчості опублікував більше 1000 композицій усіх жанрів, з яких більше 300 творів відзначені призами у різноманітних змаганнях, в тому числі 100 - першими.  До альбомів ФІДЕ відібрано загалом 45 його задач. Впродовж багатьох років капітан збірної України на Всесоюзних змаганнях та чемпіонатах світу, в т.ч. коли збірна вперше брала участь у чемпіонаті як самостійна команда у 1997 році. Співавтор Одеської теми. Син шахового композитора Марка Гордіана. Організатор одеських фестивалів з шахової композиції у 1983-1986, 1988-1990, 1997 роках. Головний редактор українського шахового журналу Проблеміст України впродовж 2010-2018 років. Автор кількох книг з шахової композиції.
За фахом — інженер-технолог ливарного виробництва. Після виходу на пенсію працює тренером-викладачем у шаховій школі. Мешкає в Одесі.

## Звання та титули
- Міжнародний майстер з шахової композиції (1995).
- Гросмейстер України з шахової композиції.
- Заслужений майстер спорту України.
- Міжнародний арбітр.

## Спортивні досягнення
Чотириразовий чемпіон світу з шахової композиції у складі команди СРСР.
Чемпіон світу з шахової композиції у складі команди України.
Триразовий срібний призер чемпіонатів світу у складі команди України.
Багаторазовий призер і чемпіон України в особистому та командному заліку.

## Задачі
|   | a | b | c | d | e | f | g | h |   |
| 8 | d8 біла тура · f8 чорний слон · g8 чорна тура · c7 білий кінь · e7 чорний пішак · f7 чорний король · h7 чорна тура · g6 чорний пішак · g5 білий ферзь · h5 білий пішак · e4 білий кінь · g3 білий король · f2 білий слон · g2 чорний кінь · d1 чорний слон · f1 біла тура | d8 біла тура · f8 чорний слон · g8 чорна тура · c7 білий кінь · e7 чорний пішак · f7 чорний король · h7 чорна тура · g6 чорний пішак · g5 білий ферзь · h5 білий пішак · e4 білий кінь · g3 білий король · f2 білий слон · g2 чорний кінь · d1 чорний слон · f1 біла тура | d8 біла тура · f8 чорний слон · g8 чорна тура · c7 білий кінь · e7 чорний пішак · f7 чорний король · h7 чорна тура · g6 чорний пішак · g5 білий ферзь · h5 білий пішак · e4 білий кінь · g3 білий король · f2 білий слон · g2 чорний кінь · d1 чорний слон · f1 біла тура | d8 біла тура · f8 чорний слон · g8 чорна тура · c7 білий кінь · e7 чорний пішак · f7 чорний король · h7 чорна тура · g6 чорний пішак · g5 білий ферзь · h5 білий пішак · e4 білий кінь · g3 білий король · f2 білий слон · g2 чорний кінь · d1 чорний слон · f1 біла тура | d8 біла тура · f8 чорний слон · g8 чорна тура · c7 білий кінь · e7 чорний пішак · f7 чорний король · h7 чорна тура · g6 чорний пішак · g5 білий ферзь · h5 білий пішак · e4 білий кінь · g3 білий король · f2 білий слон · g2 чорний кінь · d1 чорний слон · f1 біла тура | d8 біла тура · f8 чорний слон · g8 чорна тура · c7 білий кінь · e7 чорний пішак · f7 чорний король · h7 чорна тура · g6 чорний пішак · g5 білий ферзь · h5 білий пішак · e4 білий кінь · g3 білий король · f2 білий слон · g2 чорний кінь · d1 чорний слон · f1 біла тура | d8 біла тура · f8 чорний слон · g8 чорна тура · c7 білий кінь · e7 чорний пішак · f7 чорний король · h7 чорна тура · g6 чорний пішак · g5 білий ферзь · h5 білий пішак · e4 білий кінь · g3 білий король · f2 білий слон · g2 чорний кінь · d1 чорний слон · f1 біла тура | d8 біла тура · f8 чорний слон · g8 чорна тура · c7 білий кінь · e7 чорний пішак · f7 чорний король · h7 чорна тура · g6 чорний пішак · g5 білий ферзь · h5 білий пішак · e4 білий кінь · g3 білий король · f2 білий слон · g2 чорний кінь · d1 чорний слон · f1 біла тура | 8 |
| 7 | d8 біла тура · f8 чорний слон · g8 чорна тура · c7 білий кінь · e7 чорний пішак · f7 чорний король · h7 чорна тура · g6 чорний пішак · g5 білий ферзь · h5 білий пішак · e4 білий кінь · g3 білий король · f2 білий слон · g2 чорний кінь · d1 чорний слон · f1 біла тура | d8 біла тура · f8 чорний слон · g8 чорна тура · c7 білий кінь · e7 чорний пішак · f7 чорний король · h7 чорна тура · g6 чорний пішак · g5 білий ферзь · h5 білий пішак · e4 білий кінь · g3 білий король · f2 білий слон · g2 чорний кінь · d1 чорний слон · f1 біла тура | d8 біла тура · f8 чорний слон · g8 чорна тура · c7 білий кінь · e7 чорний пішак · f7 чорний король · h7 чорна тура · g6 чорний пішак · g5 білий ферзь · h5 білий пішак · e4 білий кінь · g3 білий король · f2 білий слон · g2 чорний кінь · d1 чорний слон · f1 біла тура | d8 біла тура · f8 чорний слон · g8 чорна тура · c7 білий кінь · e7 чорний пішак · f7 чорний король · h7 чорна тура · g6 чорний пішак · g5 білий ферзь · h5 білий пішак · e4 білий кінь · g3 білий король · f2 білий слон · g2 чорний кінь · d1 чорний слон · f1 біла тура | d8 біла тура · f8 чорний слон · g8 чорна тура · c7 білий кінь · e7 чорний пішак · f7 чорний король · h7 чорна тура · g6 чорний пішак · g5 білий ферзь · h5 білий пішак · e4 білий кінь · g3 білий король · f2 білий слон · g2 чорний кінь · d1 чорний слон · f1 біла тура | d8 біла тура · f8 чорний слон · g8 чорна тура · c7 білий кінь · e7 чорний пішак · f7 чорний король · h7 чорна тура · g6 чорний пішак · g5 білий ферзь · h5 білий пішак · e4 білий кінь · g3 білий король · f2 білий слон · g2 чорний кінь · d1 чорний слон · f1 біла тура | d8 біла тура · f8 чорний слон · g8 чорна тура · c7 білий кінь · e7 чорний пішак · f7 чорний король · h7 чорна тура · g6 чорний пішак · g5 білий ферзь · h5 білий пішак · e4 білий кінь · g3 білий король · f2 білий слон · g2 чорний кінь · d1 чорний слон · f1 біла тура | d8 біла тура · f8 чорний слон · g8 чорна тура · c7 білий кінь · e7 чорний пішак · f7 чорний король · h7 чорна тура · g6 чорний пішак · g5 білий ферзь · h5 білий пішак · e4 білий кінь · g3 білий король · f2 білий слон · g2 чорний кінь · d1 чорний слон · f1 біла тура | 7 |
| 6 | d8 біла тура · f8 чорний слон · g8 чорна тура · c7 білий кінь · e7 чорний пішак · f7 чорний король · h7 чорна тура · g6 чорний пішак · g5 білий ферзь · h5 білий пішак · e4 білий кінь · g3 білий король · f2 білий слон · g2 чорний кінь · d1 чорний слон · f1 біла тура | d8 біла тура · f8 чорний слон · g8 чорна тура · c7 білий кінь · e7 чорний пішак · f7 чорний король · h7 чорна тура · g6 чорний пішак · g5 білий ферзь · h5 білий пішак · e4 білий кінь · g3 білий король · f2 білий слон · g2 чорний кінь · d1 чорний слон · f1 біла тура | d8 біла тура · f8 чорний слон · g8 чорна тура · c7 білий кінь · e7 чорний пішак · f7 чорний король · h7 чорна тура · g6 чорний пішак · g5 білий ферзь · h5 білий пішак · e4 білий кінь · g3 білий король · f2 білий слон · g2 чорний кінь · d1 чорний слон · f1 біла тура | d8 біла тура · f8 чорний слон · g8 чорна тура · c7 білий кінь · e7 чорний пішак · f7 чорний король · h7 чорна тура · g6 чорний пішак · g5 білий ферзь · h5 білий пішак · e4 білий кінь · g3 білий король · f2 білий слон · g2 чорний кінь · d1 чорний слон · f1 біла тура | d8 біла тура · f8 чорний слон · g8 чорна тура · c7 білий кінь · e7 чорний пішак · f7 чорний король · h7 чорна тура · g6 чорний пішак · g5 білий ферзь · h5 білий пішак · e4 білий кінь · g3 білий король · f2 білий слон · g2 чорний кінь · d1 чорний слон · f1 біла тура | d8 біла тура · f8 чорний слон · g8 чорна тура · c7 білий кінь · e7 чорний пішак · f7 чорний король · h7 чорна тура · g6 чорний пішак · g5 білий ферзь · h5 білий пішак · e4 білий кінь · g3 білий король · f2 білий слон · g2 чорний кінь · d1 чорний слон · f1 біла тура | d8 біла тура · f8 чорний слон · g8 чорна тура · c7 білий кінь · e7 чорний пішак · f7 чорний король · h7 чорна тура · g6 чорний пішак · g5 білий ферзь · h5 білий пішак · e4 білий кінь · g3 білий король · f2 білий слон · g2 чорний кінь · d1 чорний слон · f1 біла тура | d8 біла тура · f8 чорний слон · g8 чорна тура · c7 білий кінь · e7 чорний пішак · f7 чорний король · h7 чорна тура · g6 чорний пішак · g5 білий ферзь · h5 білий пішак · e4 білий кінь · g3 білий король · f2 білий слон · g2 чорний кінь · d1 чорний слон · f1 біла тура | 6 |
| 5 | d8 біла тура · f8 чорний слон · g8 чорна тура · c7 білий кінь · e7 чорний пішак · f7 чорний король · h7 чорна тура · g6 чорний пішак · g5 білий ферзь · h5 білий пішак · e4 білий кінь · g3 білий король · f2 білий слон · g2 чорний кінь · d1 чорний слон · f1 біла тура | d8 біла тура · f8 чорний слон · g8 чорна тура · c7 білий кінь · e7 чорний пішак · f7 чорний король · h7 чорна тура · g6 чорний пішак · g5 білий ферзь · h5 білий пішак · e4 білий кінь · g3 білий король · f2 білий слон · g2 чорний кінь · d1 чорний слон · f1 біла тура | d8 біла тура · f8 чорний слон · g8 чорна тура · c7 білий кінь · e7 чорний пішак · f7 чорний король · h7 чорна тура · g6 чорний пішак · g5 білий ферзь · h5 білий пішак · e4 білий кінь · g3 білий король · f2 білий слон · g2 чорний кінь · d1 чорний слон · f1 біла тура | d8 біла тура · f8 чорний слон · g8 чорна тура · c7 білий кінь · e7 чорний пішак · f7 чорний король · h7 чорна тура · g6 чорний пішак · g5 білий ферзь · h5 білий пішак · e4 білий кінь · g3 білий король · f2 білий слон · g2 чорний кінь · d1 чорний слон · f1 біла тура | d8 біла тура · f8 чорний слон · g8 чорна тура · c7 білий кінь · e7 чорний пішак · f7 чорний король · h7 чорна тура · g6 чорний пішак · g5 білий ферзь · h5 білий пішак · e4 білий кінь · g3 білий король · f2 білий слон · g2 чорний кінь · d1 чорний слон · f1 біла тура | d8 біла тура · f8 чорний слон · g8 чорна тура · c7 білий кінь · e7 чорний пішак · f7 чорний король · h7 чорна тура · g6 чорний пішак · g5 білий ферзь · h5 білий пішак · e4 білий кінь · g3 білий король · f2 білий слон · g2 чорний кінь · d1 чорний слон · f1 біла тура | d8 біла тура · f8 чорний слон · g8 чорна тура · c7 білий кінь · e7 чорний пішак · f7 чорний король · h7 чорна тура · g6 чорний пішак · g5 білий ферзь · h5 білий пішак · e4 білий кінь · g3 білий король · f2 білий слон · g2 чорний кінь · d1 чорний слон · f1 біла тура | d8 біла тура · f8 чорний слон · g8 чорна тура · c7 білий кінь · e7 чорний пішак · f7 чорний король · h7 чорна тура · g6 чорний пішак · g5 білий ферзь · h5 білий пішак · e4 білий кінь · g3 білий король · f2 білий слон · g2 чорний кінь · d1 чорний слон · f1 біла тура | 5 |
| 4 | d8 біла тура · f8 чорний слон · g8 чорна тура · c7 білий кінь · e7 чорний пішак · f7 чорний король · h7 чорна тура · g6 чорний пішак · g5 білий ферзь · h5 білий пішак · e4 білий кінь · g3 білий король · f2 білий слон · g2 чорний кінь · d1 чорний слон · f1 біла тура | d8 біла тура · f8 чорний слон · g8 чорна тура · c7 білий кінь · e7 чорний пішак · f7 чорний король · h7 чорна тура · g6 чорний пішак · g5 білий ферзь · h5 білий пішак · e4 білий кінь · g3 білий король · f2 білий слон · g2 чорний кінь · d1 чорний слон · f1 біла тура | d8 біла тура · f8 чорний слон · g8 чорна тура · c7 білий кінь · e7 чорний пішак · f7 чорний король · h7 чорна тура · g6 чорний пішак · g5 білий ферзь · h5 білий пішак · e4 білий кінь · g3 білий король · f2 білий слон · g2 чорний кінь · d1 чорний слон · f1 біла тура | d8 біла тура · f8 чорний слон · g8 чорна тура · c7 білий кінь · e7 чорний пішак · f7 чорний король · h7 чорна тура · g6 чорний пішак · g5 білий ферзь · h5 білий пішак · e4 білий кінь · g3 білий король · f2 білий слон · g2 чорний кінь · d1 чорний слон · f1 біла тура | d8 біла тура · f8 чорний слон · g8 чорна тура · c7 білий кінь · e7 чорний пішак · f7 чорний король · h7 чорна тура · g6 чорний пішак · g5 білий ферзь · h5 білий пішак · e4 білий кінь · g3 білий король · f2 білий слон · g2 чорний кінь · d1 чорний слон · f1 біла тура | d8 біла тура · f8 чорний слон · g8 чорна тура · c7 білий кінь · e7 чорний пішак · f7 чорний король · h7 чорна тура · g6 чорний пішак · g5 білий ферзь · h5 білий пішак · e4 білий кінь · g3 білий король · f2 білий слон · g2 чорний кінь · d1 чорний слон · f1 біла тура | d8 біла тура · f8 чорний слон · g8 чорна тура · c7 білий кінь · e7 чорний пішак · f7 чорний король · h7 чорна тура · g6 чорний пішак · g5 білий ферзь · h5 білий пішак · e4 білий кінь · g3 білий король · f2 білий слон · g2 чорний кінь · d1 чорний слон · f1 біла тура | d8 біла тура · f8 чорний слон · g8 чорна тура · c7 білий кінь · e7 чорний пішак · f7 чорний король · h7 чорна тура · g6 чорний пішак · g5 білий ферзь · h5 білий пішак · e4 білий кінь · g3 білий король · f2 білий слон · g2 чорний кінь · d1 чорний слон · f1 біла тура | 4 |
| 3 | d8 біла тура · f8 чорний слон · g8 чорна тура · c7 білий кінь · e7 чорний пішак · f7 чорний король · h7 чорна тура · g6 чорний пішак · g5 білий ферзь · h5 білий пішак · e4 білий кінь · g3 білий король · f2 білий слон · g2 чорний кінь · d1 чорний слон · f1 біла тура | d8 біла тура · f8 чорний слон · g8 чорна тура · c7 білий кінь · e7 чорний пішак · f7 чорний король · h7 чорна тура · g6 чорний пішак · g5 білий ферзь · h5 білий пішак · e4 білий кінь · g3 білий король · f2 білий слон · g2 чорний кінь · d1 чорний слон · f1 біла тура | d8 біла тура · f8 чорний слон · g8 чорна тура · c7 білий кінь · e7 чорний пішак · f7 чорний король · h7 чорна тура · g6 чорний пішак · g5 білий ферзь · h5 білий пішак · e4 білий кінь · g3 білий король · f2 білий слон · g2 чорний кінь · d1 чорний слон · f1 біла тура | d8 біла тура · f8 чорний слон · g8 чорна тура · c7 білий кінь · e7 чорний пішак · f7 чорний король · h7 чорна тура · g6 чорний пішак · g5 білий ферзь · h5 білий пішак · e4 білий кінь · g3 білий король · f2 білий слон · g2 чорний кінь · d1 чорний слон · f1 біла тура | d8 біла тура · f8 чорний слон · g8 чорна тура · c7 білий кінь · e7 чорний пішак · f7 чорний король · h7 чорна тура · g6 чорний пішак · g5 білий ферзь · h5 білий пішак · e4 білий кінь · g3 білий король · f2 білий слон · g2 чорний кінь · d1 чорний слон · f1 біла тура | d8 біла тура · f8 чорний слон · g8 чорна тура · c7 білий кінь · e7 чорний пішак · f7 чорний король · h7 чорна тура · g6 чорний пішак · g5 білий ферзь · h5 білий пішак · e4 білий кінь · g3 білий король · f2 білий слон · g2 чорний кінь · d1 чорний слон · f1 біла тура | d8 біла тура · f8 чорний слон · g8 чорна тура · c7 білий кінь · e7 чорний пішак · f7 чорний король · h7 чорна тура · g6 чорний пішак · g5 білий ферзь · h5 білий пішак · e4 білий кінь · g3 білий король · f2 білий слон · g2 чорний кінь · d1 чорний слон · f1 біла тура | d8 біла тура · f8 чорний слон · g8 чорна тура · c7 білий кінь · e7 чорний пішак · f7 чорний король · h7 чорна тура · g6 чорний пішак · g5 білий ферзь · h5 білий пішак · e4 білий кінь · g3 білий король · f2 білий слон · g2 чорний кінь · d1 чорний слон · f1 біла тура | 3 |
| 2 | d8 біла тура · f8 чорний слон · g8 чорна тура · c7 білий кінь · e7 чорний пішак · f7 чорний король · h7 чорна тура · g6 чорний пішак · g5 білий ферзь · h5 білий пішак · e4 білий кінь · g3 білий король · f2 білий слон · g2 чорний кінь · d1 чорний слон · f1 біла тура | d8 біла тура · f8 чорний слон · g8 чорна тура · c7 білий кінь · e7 чорний пішак · f7 чорний король · h7 чорна тура · g6 чорний пішак · g5 білий ферзь · h5 білий пішак · e4 білий кінь · g3 білий король · f2 білий слон · g2 чорний кінь · d1 чорний слон · f1 біла тура | d8 біла тура · f8 чорний слон · g8 чорна тура · c7 білий кінь · e7 чорний пішак · f7 чорний король · h7 чорна тура · g6 чорний пішак · g5 білий ферзь · h5 білий пішак · e4 білий кінь · g3 білий король · f2 білий слон · g2 чорний кінь · d1 чорний слон · f1 біла тура | d8 біла тура · f8 чорний слон · g8 чорна тура · c7 білий кінь · e7 чорний пішак · f7 чорний король · h7 чорна тура · g6 чорний пішак · g5 білий ферзь · h5 білий пішак · e4 білий кінь · g3 білий король · f2 білий слон · g2 чорний кінь · d1 чорний слон · f1 біла тура | d8 біла тура · f8 чорний слон · g8 чорна тура · c7 білий кінь · e7 чорний пішак · f7 чорний король · h7 чорна тура · g6 чорний пішак · g5 білий ферзь · h5 білий пішак · e4 білий кінь · g3 білий король · f2 білий слон · g2 чорний кінь · d1 чорний слон · f1 біла тура | d8 біла тура · f8 чорний слон · g8 чорна тура · c7 білий кінь · e7 чорний пішак · f7 чорний король · h7 чорна тура · g6 чорний пішак · g5 білий ферзь · h5 білий пішак · e4 білий кінь · g3 білий король · f2 білий слон · g2 чорний кінь · d1 чорний слон · f1 біла тура | d8 біла тура · f8 чорний слон · g8 чорна тура · c7 білий кінь · e7 чорний пішак · f7 чорний король · h7 чорна тура · g6 чорний пішак · g5 білий ферзь · h5 білий пішак · e4 білий кінь · g3 білий король · f2 білий слон · g2 чорний кінь · d1 чорний слон · f1 біла тура | d8 біла тура · f8 чорний слон · g8 чорна тура · c7 білий кінь · e7 чорний пішак · f7 чорний король · h7 чорна тура · g6 чорний пішак · g5 білий ферзь · h5 білий пішак · e4 білий кінь · g3 білий король · f2 білий слон · g2 чорний кінь · d1 чорний слон · f1 біла тура | 2 |
| 1 | d8 біла тура · f8 чорний слон · g8 чорна тура · c7 білий кінь · e7 чорний пішак · f7 чорний король · h7 чорна тура · g6 чорний пішак · g5 білий ферзь · h5 білий пішак · e4 білий кінь · g3 білий король · f2 білий слон · g2 чорний кінь · d1 чорний слон · f1 біла тура | d8 біла тура · f8 чорний слон · g8 чорна тура · c7 білий кінь · e7 чорний пішак · f7 чорний король · h7 чорна тура · g6 чорний пішак · g5 білий ферзь · h5 білий пішак · e4 білий кінь · g3 білий король · f2 білий слон · g2 чорний кінь · d1 чорний слон · f1 біла тура | d8 біла тура · f8 чорний слон · g8 чорна тура · c7 білий кінь · e7 чорний пішак · f7 чорний король · h7 чорна тура · g6 чорний пішак · g5 білий ферзь · h5 білий пішак · e4 білий кінь · g3 білий король · f2 білий слон · g2 чорний кінь · d1 чорний слон · f1 біла тура | d8 біла тура · f8 чорний слон · g8 чорна тура · c7 білий кінь · e7 чорний пішак · f7 чорний король · h7 чорна тура · g6 чорний пішак · g5 білий ферзь · h5 білий пішак · e4 білий кінь · g3 білий король · f2 білий слон · g2 чорний кінь · d1 чорний слон · f1 біла тура | d8 біла тура · f8 чорний слон · g8 чорна тура · c7 білий кінь · e7 чорний пішак · f7 чорний король · h7 чорна тура · g6 чорний пішак · g5 білий ферзь · h5 білий пішак · e4 білий кінь · g3 білий король · f2 білий слон · g2 чорний кінь · d1 чорний слон · f1 біла тура | d8 біла тура · f8 чорний слон · g8 чорна тура · c7 білий кінь · e7 чорний пішак · f7 чорний король · h7 чорна тура · g6 чорний пішак · g5 білий ферзь · h5 білий пішак · e4 білий кінь · g3 білий король · f2 білий слон · g2 чорний кінь · d1 чорний слон · f1 біла тура | d8 біла тура · f8 чорний слон · g8 чорна тура · c7 білий кінь · e7 чорний пішак · f7 чорний король · h7 чорна тура · g6 чорний пішак · g5 білий ферзь · h5 білий пішак · e4 білий кінь · g3 білий король · f2 білий слон · g2 чорний кінь · d1 чорний слон · f1 біла тура | d8 біла тура · f8 чорний слон · g8 чорна тура · c7 білий кінь · e7 чорний пішак · f7 чорний король · h7 чорна тура · g6 чорний пішак · g5 білий ферзь · h5 білий пішак · e4 білий кінь · g3 білий король · f2 білий слон · g2 чорний кінь · d1 чорний слон · f1 біла тура | 1 |
|   | a | b | c | d | e | f | g | h |   |

1.Td7! ~ 2.Df6# (нема 2...ef)
1... gh 2.Sd6# (нема 2...ed)
1... Tgg7 2.Dd5# (нема 2...e6)
1... Kg7 2.Ld4# (нема 2...e5)
Віртуальна гра («не гра») чорного пішака по-Пікеніні - розвиток відомої ідеї К.Гаврилова.
Album FIDE 1983-1985
|   | a | b | c | d | e | f | g | h |   |
| 8 | d8 чорна тура · a7 білий слон · b7 чорний слон · f7 чорний пішак · g7 білий кінь · a6 чорний пішак · b6 білий кінь · g6 чорний пішак · b5 чорний пішак · d5 чорний пішак · f5 біла тура · d4 білий пішак · e4 чорний пішак · f4 чорний пішак · e3 чорний король · a2 білий слон · b2 чорний пішак · e2 білий пішак · h2 білий пішак · a1 чорний кінь · b1 білий король · e1 білий ферзь | d8 чорна тура · a7 білий слон · b7 чорний слон · f7 чорний пішак · g7 білий кінь · a6 чорний пішак · b6 білий кінь · g6 чорний пішак · b5 чорний пішак · d5 чорний пішак · f5 біла тура · d4 білий пішак · e4 чорний пішак · f4 чорний пішак · e3 чорний король · a2 білий слон · b2 чорний пішак · e2 білий пішак · h2 білий пішак · a1 чорний кінь · b1 білий король · e1 білий ферзь | d8 чорна тура · a7 білий слон · b7 чорний слон · f7 чорний пішак · g7 білий кінь · a6 чорний пішак · b6 білий кінь · g6 чорний пішак · b5 чорний пішак · d5 чорний пішак · f5 біла тура · d4 білий пішак · e4 чорний пішак · f4 чорний пішак · e3 чорний король · a2 білий слон · b2 чорний пішак · e2 білий пішак · h2 білий пішак · a1 чорний кінь · b1 білий король · e1 білий ферзь | d8 чорна тура · a7 білий слон · b7 чорний слон · f7 чорний пішак · g7 білий кінь · a6 чорний пішак · b6 білий кінь · g6 чорний пішак · b5 чорний пішак · d5 чорний пішак · f5 біла тура · d4 білий пішак · e4 чорний пішак · f4 чорний пішак · e3 чорний король · a2 білий слон · b2 чорний пішак · e2 білий пішак · h2 білий пішак · a1 чорний кінь · b1 білий король · e1 білий ферзь | d8 чорна тура · a7 білий слон · b7 чорний слон · f7 чорний пішак · g7 білий кінь · a6 чорний пішак · b6 білий кінь · g6 чорний пішак · b5 чорний пішак · d5 чорний пішак · f5 біла тура · d4 білий пішак · e4 чорний пішак · f4 чорний пішак · e3 чорний король · a2 білий слон · b2 чорний пішак · e2 білий пішак · h2 білий пішак · a1 чорний кінь · b1 білий король · e1 білий ферзь | d8 чорна тура · a7 білий слон · b7 чорний слон · f7 чорний пішак · g7 білий кінь · a6 чорний пішак · b6 білий кінь · g6 чорний пішак · b5 чорний пішак · d5 чорний пішак · f5 біла тура · d4 білий пішак · e4 чорний пішак · f4 чорний пішак · e3 чорний король · a2 білий слон · b2 чорний пішак · e2 білий пішак · h2 білий пішак · a1 чорний кінь · b1 білий король · e1 білий ферзь | d8 чорна тура · a7 білий слон · b7 чорний слон · f7 чорний пішак · g7 білий кінь · a6 чорний пішак · b6 білий кінь · g6 чорний пішак · b5 чорний пішак · d5 чорний пішак · f5 біла тура · d4 білий пішак · e4 чорний пішак · f4 чорний пішак · e3 чорний король · a2 білий слон · b2 чорний пішак · e2 білий пішак · h2 білий пішак · a1 чорний кінь · b1 білий король · e1 білий ферзь | d8 чорна тура · a7 білий слон · b7 чорний слон · f7 чорний пішак · g7 білий кінь · a6 чорний пішак · b6 білий кінь · g6 чорний пішак · b5 чорний пішак · d5 чорний пішак · f5 біла тура · d4 білий пішак · e4 чорний пішак · f4 чорний пішак · e3 чорний король · a2 білий слон · b2 чорний пішак · e2 білий пішак · h2 білий пішак · a1 чорний кінь · b1 білий король · e1 білий ферзь | 8 |
| 7 | d8 чорна тура · a7 білий слон · b7 чорний слон · f7 чорний пішак · g7 білий кінь · a6 чорний пішак · b6 білий кінь · g6 чорний пішак · b5 чорний пішак · d5 чорний пішак · f5 біла тура · d4 білий пішак · e4 чорний пішак · f4 чорний пішак · e3 чорний король · a2 білий слон · b2 чорний пішак · e2 білий пішак · h2 білий пішак · a1 чорний кінь · b1 білий король · e1 білий ферзь | d8 чорна тура · a7 білий слон · b7 чорний слон · f7 чорний пішак · g7 білий кінь · a6 чорний пішак · b6 білий кінь · g6 чорний пішак · b5 чорний пішак · d5 чорний пішак · f5 біла тура · d4 білий пішак · e4 чорний пішак · f4 чорний пішак · e3 чорний король · a2 білий слон · b2 чорний пішак · e2 білий пішак · h2 білий пішак · a1 чорний кінь · b1 білий король · e1 білий ферзь | d8 чорна тура · a7 білий слон · b7 чорний слон · f7 чорний пішак · g7 білий кінь · a6 чорний пішак · b6 білий кінь · g6 чорний пішак · b5 чорний пішак · d5 чорний пішак · f5 біла тура · d4 білий пішак · e4 чорний пішак · f4 чорний пішак · e3 чорний король · a2 білий слон · b2 чорний пішак · e2 білий пішак · h2 білий пішак · a1 чорний кінь · b1 білий король · e1 білий ферзь | d8 чорна тура · a7 білий слон · b7 чорний слон · f7 чорний пішак · g7 білий кінь · a6 чорний пішак · b6 білий кінь · g6 чорний пішак · b5 чорний пішак · d5 чорний пішак · f5 біла тура · d4 білий пішак · e4 чорний пішак · f4 чорний пішак · e3 чорний король · a2 білий слон · b2 чорний пішак · e2 білий пішак · h2 білий пішак · a1 чорний кінь · b1 білий король · e1 білий ферзь | d8 чорна тура · a7 білий слон · b7 чорний слон · f7 чорний пішак · g7 білий кінь · a6 чорний пішак · b6 білий кінь · g6 чорний пішак · b5 чорний пішак · d5 чорний пішак · f5 біла тура · d4 білий пішак · e4 чорний пішак · f4 чорний пішак · e3 чорний король · a2 білий слон · b2 чорний пішак · e2 білий пішак · h2 білий пішак · a1 чорний кінь · b1 білий король · e1 білий ферзь | d8 чорна тура · a7 білий слон · b7 чорний слон · f7 чорний пішак · g7 білий кінь · a6 чорний пішак · b6 білий кінь · g6 чорний пішак · b5 чорний пішак · d5 чорний пішак · f5 біла тура · d4 білий пішак · e4 чорний пішак · f4 чорний пішак · e3 чорний король · a2 білий слон · b2 чорний пішак · e2 білий пішак · h2 білий пішак · a1 чорний кінь · b1 білий король · e1 білий ферзь | d8 чорна тура · a7 білий слон · b7 чорний слон · f7 чорний пішак · g7 білий кінь · a6 чорний пішак · b6 білий кінь · g6 чорний пішак · b5 чорний пішак · d5 чорний пішак · f5 біла тура · d4 білий пішак · e4 чорний пішак · f4 чорний пішак · e3 чорний король · a2 білий слон · b2 чорний пішак · e2 білий пішак · h2 білий пішак · a1 чорний кінь · b1 білий король · e1 білий ферзь | d8 чорна тура · a7 білий слон · b7 чорний слон · f7 чорний пішак · g7 білий кінь · a6 чорний пішак · b6 білий кінь · g6 чорний пішак · b5 чорний пішак · d5 чорний пішак · f5 біла тура · d4 білий пішак · e4 чорний пішак · f4 чорний пішак · e3 чорний король · a2 білий слон · b2 чорний пішак · e2 білий пішак · h2 білий пішак · a1 чорний кінь · b1 білий король · e1 білий ферзь | 7 |
| 6 | d8 чорна тура · a7 білий слон · b7 чорний слон · f7 чорний пішак · g7 білий кінь · a6 чорний пішак · b6 білий кінь · g6 чорний пішак · b5 чорний пішак · d5 чорний пішак · f5 біла тура · d4 білий пішак · e4 чорний пішак · f4 чорний пішак · e3 чорний король · a2 білий слон · b2 чорний пішак · e2 білий пішак · h2 білий пішак · a1 чорний кінь · b1 білий король · e1 білий ферзь | d8 чорна тура · a7 білий слон · b7 чорний слон · f7 чорний пішак · g7 білий кінь · a6 чорний пішак · b6 білий кінь · g6 чорний пішак · b5 чорний пішак · d5 чорний пішак · f5 біла тура · d4 білий пішак · e4 чорний пішак · f4 чорний пішак · e3 чорний король · a2 білий слон · b2 чорний пішак · e2 білий пішак · h2 білий пішак · a1 чорний кінь · b1 білий король · e1 білий ферзь | d8 чорна тура · a7 білий слон · b7 чорний слон · f7 чорний пішак · g7 білий кінь · a6 чорний пішак · b6 білий кінь · g6 чорний пішак · b5 чорний пішак · d5 чорний пішак · f5 біла тура · d4 білий пішак · e4 чорний пішак · f4 чорний пішак · e3 чорний король · a2 білий слон · b2 чорний пішак · e2 білий пішак · h2 білий пішак · a1 чорний кінь · b1 білий король · e1 білий ферзь | d8 чорна тура · a7 білий слон · b7 чорний слон · f7 чорний пішак · g7 білий кінь · a6 чорний пішак · b6 білий кінь · g6 чорний пішак · b5 чорний пішак · d5 чорний пішак · f5 біла тура · d4 білий пішак · e4 чорний пішак · f4 чорний пішак · e3 чорний король · a2 білий слон · b2 чорний пішак · e2 білий пішак · h2 білий пішак · a1 чорний кінь · b1 білий король · e1 білий ферзь | d8 чорна тура · a7 білий слон · b7 чорний слон · f7 чорний пішак · g7 білий кінь · a6 чорний пішак · b6 білий кінь · g6 чорний пішак · b5 чорний пішак · d5 чорний пішак · f5 біла тура · d4 білий пішак · e4 чорний пішак · f4 чорний пішак · e3 чорний король · a2 білий слон · b2 чорний пішак · e2 білий пішак · h2 білий пішак · a1 чорний кінь · b1 білий король · e1 білий ферзь | d8 чорна тура · a7 білий слон · b7 чорний слон · f7 чорний пішак · g7 білий кінь · a6 чорний пішак · b6 білий кінь · g6 чорний пішак · b5 чорний пішак · d5 чорний пішак · f5 біла тура · d4 білий пішак · e4 чорний пішак · f4 чорний пішак · e3 чорний король · a2 білий слон · b2 чорний пішак · e2 білий пішак · h2 білий пішак · a1 чорний кінь · b1 білий король · e1 білий ферзь | d8 чорна тура · a7 білий слон · b7 чорний слон · f7 чорний пішак · g7 білий кінь · a6 чорний пішак · b6 білий кінь · g6 чорний пішак · b5 чорний пішак · d5 чорний пішак · f5 біла тура · d4 білий пішак · e4 чорний пішак · f4 чорний пішак · e3 чорний король · a2 білий слон · b2 чорний пішак · e2 білий пішак · h2 білий пішак · a1 чорний кінь · b1 білий король · e1 білий ферзь | d8 чорна тура · a7 білий слон · b7 чорний слон · f7 чорний пішак · g7 білий кінь · a6 чорний пішак · b6 білий кінь · g6 чорний пішак · b5 чорний пішак · d5 чорний пішак · f5 біла тура · d4 білий пішак · e4 чорний пішак · f4 чорний пішак · e3 чорний король · a2 білий слон · b2 чорний пішак · e2 білий пішак · h2 білий пішак · a1 чорний кінь · b1 білий король · e1 білий ферзь | 6 |
| 5 | d8 чорна тура · a7 білий слон · b7 чорний слон · f7 чорний пішак · g7 білий кінь · a6 чорний пішак · b6 білий кінь · g6 чорний пішак · b5 чорний пішак · d5 чорний пішак · f5 біла тура · d4 білий пішак · e4 чорний пішак · f4 чорний пішак · e3 чорний король · a2 білий слон · b2 чорний пішак · e2 білий пішак · h2 білий пішак · a1 чорний кінь · b1 білий король · e1 білий ферзь | d8 чорна тура · a7 білий слон · b7 чорний слон · f7 чорний пішак · g7 білий кінь · a6 чорний пішак · b6 білий кінь · g6 чорний пішак · b5 чорний пішак · d5 чорний пішак · f5 біла тура · d4 білий пішак · e4 чорний пішак · f4 чорний пішак · e3 чорний король · a2 білий слон · b2 чорний пішак · e2 білий пішак · h2 білий пішак · a1 чорний кінь · b1 білий король · e1 білий ферзь | d8 чорна тура · a7 білий слон · b7 чорний слон · f7 чорний пішак · g7 білий кінь · a6 чорний пішак · b6 білий кінь · g6 чорний пішак · b5 чорний пішак · d5 чорний пішак · f5 біла тура · d4 білий пішак · e4 чорний пішак · f4 чорний пішак · e3 чорний король · a2 білий слон · b2 чорний пішак · e2 білий пішак · h2 білий пішак · a1 чорний кінь · b1 білий король · e1 білий ферзь | d8 чорна тура · a7 білий слон · b7 чорний слон · f7 чорний пішак · g7 білий кінь · a6 чорний пішак · b6 білий кінь · g6 чорний пішак · b5 чорний пішак · d5 чорний пішак · f5 біла тура · d4 білий пішак · e4 чорний пішак · f4 чорний пішак · e3 чорний король · a2 білий слон · b2 чорний пішак · e2 білий пішак · h2 білий пішак · a1 чорний кінь · b1 білий король · e1 білий ферзь | d8 чорна тура · a7 білий слон · b7 чорний слон · f7 чорний пішак · g7 білий кінь · a6 чорний пішак · b6 білий кінь · g6 чорний пішак · b5 чорний пішак · d5 чорний пішак · f5 біла тура · d4 білий пішак · e4 чорний пішак · f4 чорний пішак · e3 чорний король · a2 білий слон · b2 чорний пішак · e2 білий пішак · h2 білий пішак · a1 чорний кінь · b1 білий король · e1 білий ферзь | d8 чорна тура · a7 білий слон · b7 чорний слон · f7 чорний пішак · g7 білий кінь · a6 чорний пішак · b6 білий кінь · g6 чорний пішак · b5 чорний пішак · d5 чорний пішак · f5 біла тура · d4 білий пішак · e4 чорний пішак · f4 чорний пішак · e3 чорний король · a2 білий слон · b2 чорний пішак · e2 білий пішак · h2 білий пішак · a1 чорний кінь · b1 білий король · e1 білий ферзь | d8 чорна тура · a7 білий слон · b7 чорний слон · f7 чорний пішак · g7 білий кінь · a6 чорний пішак · b6 білий кінь · g6 чорний пішак · b5 чорний пішак · d5 чорний пішак · f5 біла тура · d4 білий пішак · e4 чорний пішак · f4 чорний пішак · e3 чорний король · a2 білий слон · b2 чорний пішак · e2 білий пішак · h2 білий пішак · a1 чорний кінь · b1 білий король · e1 білий ферзь | d8 чорна тура · a7 білий слон · b7 чорний слон · f7 чорний пішак · g7 білий кінь · a6 чорний пішак · b6 білий кінь · g6 чорний пішак · b5 чорний пішак · d5 чорний пішак · f5 біла тура · d4 білий пішак · e4 чорний пішак · f4 чорний пішак · e3 чорний король · a2 білий слон · b2 чорний пішак · e2 білий пішак · h2 білий пішак · a1 чорний кінь · b1 білий король · e1 білий ферзь | 5 |
| 4 | d8 чорна тура · a7 білий слон · b7 чорний слон · f7 чорний пішак · g7 білий кінь · a6 чорний пішак · b6 білий кінь · g6 чорний пішак · b5 чорний пішак · d5 чорний пішак · f5 біла тура · d4 білий пішак · e4 чорний пішак · f4 чорний пішак · e3 чорний король · a2 білий слон · b2 чорний пішак · e2 білий пішак · h2 білий пішак · a1 чорний кінь · b1 білий король · e1 білий ферзь | d8 чорна тура · a7 білий слон · b7 чорний слон · f7 чорний пішак · g7 білий кінь · a6 чорний пішак · b6 білий кінь · g6 чорний пішак · b5 чорний пішак · d5 чорний пішак · f5 біла тура · d4 білий пішак · e4 чорний пішак · f4 чорний пішак · e3 чорний король · a2 білий слон · b2 чорний пішак · e2 білий пішак · h2 білий пішак · a1 чорний кінь · b1 білий король · e1 білий ферзь | d8 чорна тура · a7 білий слон · b7 чорний слон · f7 чорний пішак · g7 білий кінь · a6 чорний пішак · b6 білий кінь · g6 чорний пішак · b5 чорний пішак · d5 чорний пішак · f5 біла тура · d4 білий пішак · e4 чорний пішак · f4 чорний пішак · e3 чорний король · a2 білий слон · b2 чорний пішак · e2 білий пішак · h2 білий пішак · a1 чорний кінь · b1 білий король · e1 білий ферзь | d8 чорна тура · a7 білий слон · b7 чорний слон · f7 чорний пішак · g7 білий кінь · a6 чорний пішак · b6 білий кінь · g6 чорний пішак · b5 чорний пішак · d5 чорний пішак · f5 біла тура · d4 білий пішак · e4 чорний пішак · f4 чорний пішак · e3 чорний король · a2 білий слон · b2 чорний пішак · e2 білий пішак · h2 білий пішак · a1 чорний кінь · b1 білий король · e1 білий ферзь | d8 чорна тура · a7 білий слон · b7 чорний слон · f7 чорний пішак · g7 білий кінь · a6 чорний пішак · b6 білий кінь · g6 чорний пішак · b5 чорний пішак · d5 чорний пішак · f5 біла тура · d4 білий пішак · e4 чорний пішак · f4 чорний пішак · e3 чорний король · a2 білий слон · b2 чорний пішак · e2 білий пішак · h2 білий пішак · a1 чорний кінь · b1 білий король · e1 білий ферзь | d8 чорна тура · a7 білий слон · b7 чорний слон · f7 чорний пішак · g7 білий кінь · a6 чорний пішак · b6 білий кінь · g6 чорний пішак · b5 чорний пішак · d5 чорний пішак · f5 біла тура · d4 білий пішак · e4 чорний пішак · f4 чорний пішак · e3 чорний король · a2 білий слон · b2 чорний пішак · e2 білий пішак · h2 білий пішак · a1 чорний кінь · b1 білий король · e1 білий ферзь | d8 чорна тура · a7 білий слон · b7 чорний слон · f7 чорний пішак · g7 білий кінь · a6 чорний пішак · b6 білий кінь · g6 чорний пішак · b5 чорний пішак · d5 чорний пішак · f5 біла тура · d4 білий пішак · e4 чорний пішак · f4 чорний пішак · e3 чорний король · a2 білий слон · b2 чорний пішак · e2 білий пішак · h2 білий пішак · a1 чорний кінь · b1 білий король · e1 білий ферзь | d8 чорна тура · a7 білий слон · b7 чорний слон · f7 чорний пішак · g7 білий кінь · a6 чорний пішак · b6 білий кінь · g6 чорний пішак · b5 чорний пішак · d5 чорний пішак · f5 біла тура · d4 білий пішак · e4 чорний пішак · f4 чорний пішак · e3 чорний король · a2 білий слон · b2 чорний пішак · e2 білий пішак · h2 білий пішак · a1 чорний кінь · b1 білий король · e1 білий ферзь | 4 |
| 3 | d8 чорна тура · a7 білий слон · b7 чорний слон · f7 чорний пішак · g7 білий кінь · a6 чорний пішак · b6 білий кінь · g6 чорний пішак · b5 чорний пішак · d5 чорний пішак · f5 біла тура · d4 білий пішак · e4 чорний пішак · f4 чорний пішак · e3 чорний король · a2 білий слон · b2 чорний пішак · e2 білий пішак · h2 білий пішак · a1 чорний кінь · b1 білий король · e1 білий ферзь | d8 чорна тура · a7 білий слон · b7 чорний слон · f7 чорний пішак · g7 білий кінь · a6 чорний пішак · b6 білий кінь · g6 чорний пішак · b5 чорний пішак · d5 чорний пішак · f5 біла тура · d4 білий пішак · e4 чорний пішак · f4 чорний пішак · e3 чорний король · a2 білий слон · b2 чорний пішак · e2 білий пішак · h2 білий пішак · a1 чорний кінь · b1 білий король · e1 білий ферзь | d8 чорна тура · a7 білий слон · b7 чорний слон · f7 чорний пішак · g7 білий кінь · a6 чорний пішак · b6 білий кінь · g6 чорний пішак · b5 чорний пішак · d5 чорний пішак · f5 біла тура · d4 білий пішак · e4 чорний пішак · f4 чорний пішак · e3 чорний король · a2 білий слон · b2 чорний пішак · e2 білий пішак · h2 білий пішак · a1 чорний кінь · b1 білий король · e1 білий ферзь | d8 чорна тура · a7 білий слон · b7 чорний слон · f7 чорний пішак · g7 білий кінь · a6 чорний пішак · b6 білий кінь · g6 чорний пішак · b5 чорний пішак · d5 чорний пішак · f5 біла тура · d4 білий пішак · e4 чорний пішак · f4 чорний пішак · e3 чорний король · a2 білий слон · b2 чорний пішак · e2 білий пішак · h2 білий пішак · a1 чорний кінь · b1 білий король · e1 білий ферзь | d8 чорна тура · a7 білий слон · b7 чорний слон · f7 чорний пішак · g7 білий кінь · a6 чорний пішак · b6 білий кінь · g6 чорний пішак · b5 чорний пішак · d5 чорний пішак · f5 біла тура · d4 білий пішак · e4 чорний пішак · f4 чорний пішак · e3 чорний король · a2 білий слон · b2 чорний пішак · e2 білий пішак · h2 білий пішак · a1 чорний кінь · b1 білий король · e1 білий ферзь | d8 чорна тура · a7 білий слон · b7 чорний слон · f7 чорний пішак · g7 білий кінь · a6 чорний пішак · b6 білий кінь · g6 чорний пішак · b5 чорний пішак · d5 чорний пішак · f5 біла тура · d4 білий пішак · e4 чорний пішак · f4 чорний пішак · e3 чорний король · a2 білий слон · b2 чорний пішак · e2 білий пішак · h2 білий пішак · a1 чорний кінь · b1 білий король · e1 білий ферзь | d8 чорна тура · a7 білий слон · b7 чорний слон · f7 чорний пішак · g7 білий кінь · a6 чорний пішак · b6 білий кінь · g6 чорний пішак · b5 чорний пішак · d5 чорний пішак · f5 біла тура · d4 білий пішак · e4 чорний пішак · f4 чорний пішак · e3 чорний король · a2 білий слон · b2 чорний пішак · e2 білий пішак · h2 білий пішак · a1 чорний кінь · b1 білий король · e1 білий ферзь | d8 чорна тура · a7 білий слон · b7 чорний слон · f7 чорний пішак · g7 білий кінь · a6 чорний пішак · b6 білий кінь · g6 чорний пішак · b5 чорний пішак · d5 чорний пішак · f5 біла тура · d4 білий пішак · e4 чорний пішак · f4 чорний пішак · e3 чорний король · a2 білий слон · b2 чорний пішак · e2 білий пішак · h2 білий пішак · a1 чорний кінь · b1 білий король · e1 білий ферзь | 3 |
| 2 | d8 чорна тура · a7 білий слон · b7 чорний слон · f7 чорний пішак · g7 білий кінь · a6 чорний пішак · b6 білий кінь · g6 чорний пішак · b5 чорний пішак · d5 чорний пішак · f5 біла тура · d4 білий пішак · e4 чорний пішак · f4 чорний пішак · e3 чорний король · a2 білий слон · b2 чорний пішак · e2 білий пішак · h2 білий пішак · a1 чорний кінь · b1 білий король · e1 білий ферзь | d8 чорна тура · a7 білий слон · b7 чорний слон · f7 чорний пішак · g7 білий кінь · a6 чорний пішак · b6 білий кінь · g6 чорний пішак · b5 чорний пішак · d5 чорний пішак · f5 біла тура · d4 білий пішак · e4 чорний пішак · f4 чорний пішак · e3 чорний король · a2 білий слон · b2 чорний пішак · e2 білий пішак · h2 білий пішак · a1 чорний кінь · b1 білий король · e1 білий ферзь | d8 чорна тура · a7 білий слон · b7 чорний слон · f7 чорний пішак · g7 білий кінь · a6 чорний пішак · b6 білий кінь · g6 чорний пішак · b5 чорний пішак · d5 чорний пішак · f5 біла тура · d4 білий пішак · e4 чорний пішак · f4 чорний пішак · e3 чорний король · a2 білий слон · b2 чорний пішак · e2 білий пішак · h2 білий пішак · a1 чорний кінь · b1 білий король · e1 білий ферзь | d8 чорна тура · a7 білий слон · b7 чорний слон · f7 чорний пішак · g7 білий кінь · a6 чорний пішак · b6 білий кінь · g6 чорний пішак · b5 чорний пішак · d5 чорний пішак · f5 біла тура · d4 білий пішак · e4 чорний пішак · f4 чорний пішак · e3 чорний король · a2 білий слон · b2 чорний пішак · e2 білий пішак · h2 білий пішак · a1 чорний кінь · b1 білий король · e1 білий ферзь | d8 чорна тура · a7 білий слон · b7 чорний слон · f7 чорний пішак · g7 білий кінь · a6 чорний пішак · b6 білий кінь · g6 чорний пішак · b5 чорний пішак · d5 чорний пішак · f5 біла тура · d4 білий пішак · e4 чорний пішак · f4 чорний пішак · e3 чорний король · a2 білий слон · b2 чорний пішак · e2 білий пішак · h2 білий пішак · a1 чорний кінь · b1 білий король · e1 білий ферзь | d8 чорна тура · a7 білий слон · b7 чорний слон · f7 чорний пішак · g7 білий кінь · a6 чорний пішак · b6 білий кінь · g6 чорний пішак · b5 чорний пішак · d5 чорний пішак · f5 біла тура · d4 білий пішак · e4 чорний пішак · f4 чорний пішак · e3 чорний король · a2 білий слон · b2 чорний пішак · e2 білий пішак · h2 білий пішак · a1 чорний кінь · b1 білий король · e1 білий ферзь | d8 чорна тура · a7 білий слон · b7 чорний слон · f7 чорний пішак · g7 білий кінь · a6 чорний пішак · b6 білий кінь · g6 чорний пішак · b5 чорний пішак · d5 чорний пішак · f5 біла тура · d4 білий пішак · e4 чорний пішак · f4 чорний пішак · e3 чорний король · a2 білий слон · b2 чорний пішак · e2 білий пішак · h2 білий пішак · a1 чорний кінь · b1 білий король · e1 білий ферзь | d8 чорна тура · a7 білий слон · b7 чорний слон · f7 чорний пішак · g7 білий кінь · a6 чорний пішак · b6 білий кінь · g6 чорний пішак · b5 чорний пішак · d5 чорний пішак · f5 біла тура · d4 білий пішак · e4 чорний пішак · f4 чорний пішак · e3 чорний король · a2 білий слон · b2 чорний пішак · e2 білий пішак · h2 білий пішак · a1 чорний кінь · b1 білий король · e1 білий ферзь | 2 |
| 1 | d8 чорна тура · a7 білий слон · b7 чорний слон · f7 чорний пішак · g7 білий кінь · a6 чорний пішак · b6 білий кінь · g6 чорний пішак · b5 чорний пішак · d5 чорний пішак · f5 біла тура · d4 білий пішак · e4 чорний пішак · f4 чорний пішак · e3 чорний король · a2 білий слон · b2 чорний пішак · e2 білий пішак · h2 білий пішак · a1 чорний кінь · b1 білий король · e1 білий ферзь | d8 чорна тура · a7 білий слон · b7 чорний слон · f7 чорний пішак · g7 білий кінь · a6 чорний пішак · b6 білий кінь · g6 чорний пішак · b5 чорний пішак · d5 чорний пішак · f5 біла тура · d4 білий пішак · e4 чорний пішак · f4 чорний пішак · e3 чорний король · a2 білий слон · b2 чорний пішак · e2 білий пішак · h2 білий пішак · a1 чорний кінь · b1 білий король · e1 білий ферзь | d8 чорна тура · a7 білий слон · b7 чорний слон · f7 чорний пішак · g7 білий кінь · a6 чорний пішак · b6 білий кінь · g6 чорний пішак · b5 чорний пішак · d5 чорний пішак · f5 біла тура · d4 білий пішак · e4 чорний пішак · f4 чорний пішак · e3 чорний король · a2 білий слон · b2 чорний пішак · e2 білий пішак · h2 білий пішак · a1 чорний кінь · b1 білий король · e1 білий ферзь | d8 чорна тура · a7 білий слон · b7 чорний слон · f7 чорний пішак · g7 білий кінь · a6 чорний пішак · b6 білий кінь · g6 чорний пішак · b5 чорний пішак · d5 чорний пішак · f5 біла тура · d4 білий пішак · e4 чорний пішак · f4 чорний пішак · e3 чорний король · a2 білий слон · b2 чорний пішак · e2 білий пішак · h2 білий пішак · a1 чорний кінь · b1 білий король · e1 білий ферзь | d8 чорна тура · a7 білий слон · b7 чорний слон · f7 чорний пішак · g7 білий кінь · a6 чорний пішак · b6 білий кінь · g6 чорний пішак · b5 чорний пішак · d5 чорний пішак · f5 біла тура · d4 білий пішак · e4 чорний пішак · f4 чорний пішак · e3 чорний король · a2 білий слон · b2 чорний пішак · e2 білий пішак · h2 білий пішак · a1 чорний кінь · b1 білий король · e1 білий ферзь | d8 чорна тура · a7 білий слон · b7 чорний слон · f7 чорний пішак · g7 білий кінь · a6 чорний пішак · b6 білий кінь · g6 чорний пішак · b5 чорний пішак · d5 чорний пішак · f5 біла тура · d4 білий пішак · e4 чорний пішак · f4 чорний пішак · e3 чорний король · a2 білий слон · b2 чорний пішак · e2 білий пішак · h2 білий пішак · a1 чорний кінь · b1 білий король · e1 білий ферзь | d8 чорна тура · a7 білий слон · b7 чорний слон · f7 чорний пішак · g7 білий кінь · a6 чорний пішак · b6 білий кінь · g6 чорний пішак · b5 чорний пішак · d5 чорний пішак · f5 біла тура · d4 білий пішак · e4 чорний пішак · f4 чорний пішак · e3 чорний король · a2 білий слон · b2 чорний пішак · e2 білий пішак · h2 білий пішак · a1 чорний кінь · b1 білий король · e1 білий ферзь | d8 чорна тура · a7 білий слон · b7 чорний слон · f7 чорний пішак · g7 білий кінь · a6 чорний пішак · b6 білий кінь · g6 чорний пішак · b5 чорний пішак · d5 чорний пішак · f5 біла тура · d4 білий пішак · e4 чорний пішак · f4 чорний пішак · e3 чорний король · a2 білий слон · b2 чорний пішак · e2 білий пішак · h2 білий пішак · a1 чорний кінь · b1 білий король · e1 білий ферзь | 1 |
|   | a | b | c | d | e | f | g | h |   |

1.Lc4! ~ 2.Dc3+ Kf2 3.Dg3+ Kf1 4.T:f4#
1... b4 2.L:d5 Tc8 3.Lc6! T:c6/L:c6 4.Sd5/Sc4#
1... g5 2.T:d5 Lc8 3.Td7! T:d7/L:d7 4.Sf5/Sd5#
Оригінальний механізм звільняючих жертв білих фігур з темою Новотного у фіналі. Всі ходи розв'язку "тихі" (без шаху).
Album FIDE 1989-1991
|   | a | b | c | d | e | f | g | h |   |
| 8 | a8 чорний слон · b8 білий слон · e8 чорна тура · g8 чорний кінь · h8 чорний ферзь · b7 чорний кінь · e7 біла тура · a6 чорний пішак · b6 білий кінь · e6 білий ферзь · a5 чорний пішак · c5 чорний король · e5 чорний пішак · a4 білий слон · g4 чорний пішак · b3 біла тура · c3 білий король · d3 білий пішак · g3 чорний слон · h3 чорна тура · b2 білий пішак · c2 білий пішак · d2 білий кінь · e2 білий пішак | a8 чорний слон · b8 білий слон · e8 чорна тура · g8 чорний кінь · h8 чорний ферзь · b7 чорний кінь · e7 біла тура · a6 чорний пішак · b6 білий кінь · e6 білий ферзь · a5 чорний пішак · c5 чорний король · e5 чорний пішак · a4 білий слон · g4 чорний пішак · b3 біла тура · c3 білий король · d3 білий пішак · g3 чорний слон · h3 чорна тура · b2 білий пішак · c2 білий пішак · d2 білий кінь · e2 білий пішак | a8 чорний слон · b8 білий слон · e8 чорна тура · g8 чорний кінь · h8 чорний ферзь · b7 чорний кінь · e7 біла тура · a6 чорний пішак · b6 білий кінь · e6 білий ферзь · a5 чорний пішак · c5 чорний король · e5 чорний пішак · a4 білий слон · g4 чорний пішак · b3 біла тура · c3 білий король · d3 білий пішак · g3 чорний слон · h3 чорна тура · b2 білий пішак · c2 білий пішак · d2 білий кінь · e2 білий пішак | a8 чорний слон · b8 білий слон · e8 чорна тура · g8 чорний кінь · h8 чорний ферзь · b7 чорний кінь · e7 біла тура · a6 чорний пішак · b6 білий кінь · e6 білий ферзь · a5 чорний пішак · c5 чорний король · e5 чорний пішак · a4 білий слон · g4 чорний пішак · b3 біла тура · c3 білий король · d3 білий пішак · g3 чорний слон · h3 чорна тура · b2 білий пішак · c2 білий пішак · d2 білий кінь · e2 білий пішак | a8 чорний слон · b8 білий слон · e8 чорна тура · g8 чорний кінь · h8 чорний ферзь · b7 чорний кінь · e7 біла тура · a6 чорний пішак · b6 білий кінь · e6 білий ферзь · a5 чорний пішак · c5 чорний король · e5 чорний пішак · a4 білий слон · g4 чорний пішак · b3 біла тура · c3 білий король · d3 білий пішак · g3 чорний слон · h3 чорна тура · b2 білий пішак · c2 білий пішак · d2 білий кінь · e2 білий пішак | a8 чорний слон · b8 білий слон · e8 чорна тура · g8 чорний кінь · h8 чорний ферзь · b7 чорний кінь · e7 біла тура · a6 чорний пішак · b6 білий кінь · e6 білий ферзь · a5 чорний пішак · c5 чорний король · e5 чорний пішак · a4 білий слон · g4 чорний пішак · b3 біла тура · c3 білий король · d3 білий пішак · g3 чорний слон · h3 чорна тура · b2 білий пішак · c2 білий пішак · d2 білий кінь · e2 білий пішак | a8 чорний слон · b8 білий слон · e8 чорна тура · g8 чорний кінь · h8 чорний ферзь · b7 чорний кінь · e7 біла тура · a6 чорний пішак · b6 білий кінь · e6 білий ферзь · a5 чорний пішак · c5 чорний король · e5 чорний пішак · a4 білий слон · g4 чорний пішак · b3 біла тура · c3 білий король · d3 білий пішак · g3 чорний слон · h3 чорна тура · b2 білий пішак · c2 білий пішак · d2 білий кінь · e2 білий пішак | a8 чорний слон · b8 білий слон · e8 чорна тура · g8 чорний кінь · h8 чорний ферзь · b7 чорний кінь · e7 біла тура · a6 чорний пішак · b6 білий кінь · e6 білий ферзь · a5 чорний пішак · c5 чорний король · e5 чорний пішак · a4 білий слон · g4 чорний пішак · b3 біла тура · c3 білий король · d3 білий пішак · g3 чорний слон · h3 чорна тура · b2 білий пішак · c2 білий пішак · d2 білий кінь · e2 білий пішак | 8 |
| 7 | a8 чорний слон · b8 білий слон · e8 чорна тура · g8 чорний кінь · h8 чорний ферзь · b7 чорний кінь · e7 біла тура · a6 чорний пішак · b6 білий кінь · e6 білий ферзь · a5 чорний пішак · c5 чорний король · e5 чорний пішак · a4 білий слон · g4 чорний пішак · b3 біла тура · c3 білий король · d3 білий пішак · g3 чорний слон · h3 чорна тура · b2 білий пішак · c2 білий пішак · d2 білий кінь · e2 білий пішак | a8 чорний слон · b8 білий слон · e8 чорна тура · g8 чорний кінь · h8 чорний ферзь · b7 чорний кінь · e7 біла тура · a6 чорний пішак · b6 білий кінь · e6 білий ферзь · a5 чорний пішак · c5 чорний король · e5 чорний пішак · a4 білий слон · g4 чорний пішак · b3 біла тура · c3 білий король · d3 білий пішак · g3 чорний слон · h3 чорна тура · b2 білий пішак · c2 білий пішак · d2 білий кінь · e2 білий пішак | a8 чорний слон · b8 білий слон · e8 чорна тура · g8 чорний кінь · h8 чорний ферзь · b7 чорний кінь · e7 біла тура · a6 чорний пішак · b6 білий кінь · e6 білий ферзь · a5 чорний пішак · c5 чорний король · e5 чорний пішак · a4 білий слон · g4 чорний пішак · b3 біла тура · c3 білий король · d3 білий пішак · g3 чорний слон · h3 чорна тура · b2 білий пішак · c2 білий пішак · d2 білий кінь · e2 білий пішак | a8 чорний слон · b8 білий слон · e8 чорна тура · g8 чорний кінь · h8 чорний ферзь · b7 чорний кінь · e7 біла тура · a6 чорний пішак · b6 білий кінь · e6 білий ферзь · a5 чорний пішак · c5 чорний король · e5 чорний пішак · a4 білий слон · g4 чорний пішак · b3 біла тура · c3 білий король · d3 білий пішак · g3 чорний слон · h3 чорна тура · b2 білий пішак · c2 білий пішак · d2 білий кінь · e2 білий пішак | a8 чорний слон · b8 білий слон · e8 чорна тура · g8 чорний кінь · h8 чорний ферзь · b7 чорний кінь · e7 біла тура · a6 чорний пішак · b6 білий кінь · e6 білий ферзь · a5 чорний пішак · c5 чорний король · e5 чорний пішак · a4 білий слон · g4 чорний пішак · b3 біла тура · c3 білий король · d3 білий пішак · g3 чорний слон · h3 чорна тура · b2 білий пішак · c2 білий пішак · d2 білий кінь · e2 білий пішак | a8 чорний слон · b8 білий слон · e8 чорна тура · g8 чорний кінь · h8 чорний ферзь · b7 чорний кінь · e7 біла тура · a6 чорний пішак · b6 білий кінь · e6 білий ферзь · a5 чорний пішак · c5 чорний король · e5 чорний пішак · a4 білий слон · g4 чорний пішак · b3 біла тура · c3 білий король · d3 білий пішак · g3 чорний слон · h3 чорна тура · b2 білий пішак · c2 білий пішак · d2 білий кінь · e2 білий пішак | a8 чорний слон · b8 білий слон · e8 чорна тура · g8 чорний кінь · h8 чорний ферзь · b7 чорний кінь · e7 біла тура · a6 чорний пішак · b6 білий кінь · e6 білий ферзь · a5 чорний пішак · c5 чорний король · e5 чорний пішак · a4 білий слон · g4 чорний пішак · b3 біла тура · c3 білий король · d3 білий пішак · g3 чорний слон · h3 чорна тура · b2 білий пішак · c2 білий пішак · d2 білий кінь · e2 білий пішак | a8 чорний слон · b8 білий слон · e8 чорна тура · g8 чорний кінь · h8 чорний ферзь · b7 чорний кінь · e7 біла тура · a6 чорний пішак · b6 білий кінь · e6 білий ферзь · a5 чорний пішак · c5 чорний король · e5 чорний пішак · a4 білий слон · g4 чорний пішак · b3 біла тура · c3 білий король · d3 білий пішак · g3 чорний слон · h3 чорна тура · b2 білий пішак · c2 білий пішак · d2 білий кінь · e2 білий пішак | 7 |
| 6 | a8 чорний слон · b8 білий слон · e8 чорна тура · g8 чорний кінь · h8 чорний ферзь · b7 чорний кінь · e7 біла тура · a6 чорний пішак · b6 білий кінь · e6 білий ферзь · a5 чорний пішак · c5 чорний король · e5 чорний пішак · a4 білий слон · g4 чорний пішак · b3 біла тура · c3 білий король · d3 білий пішак · g3 чорний слон · h3 чорна тура · b2 білий пішак · c2 білий пішак · d2 білий кінь · e2 білий пішак | a8 чорний слон · b8 білий слон · e8 чорна тура · g8 чорний кінь · h8 чорний ферзь · b7 чорний кінь · e7 біла тура · a6 чорний пішак · b6 білий кінь · e6 білий ферзь · a5 чорний пішак · c5 чорний король · e5 чорний пішак · a4 білий слон · g4 чорний пішак · b3 біла тура · c3 білий король · d3 білий пішак · g3 чорний слон · h3 чорна тура · b2 білий пішак · c2 білий пішак · d2 білий кінь · e2 білий пішак | a8 чорний слон · b8 білий слон · e8 чорна тура · g8 чорний кінь · h8 чорний ферзь · b7 чорний кінь · e7 біла тура · a6 чорний пішак · b6 білий кінь · e6 білий ферзь · a5 чорний пішак · c5 чорний король · e5 чорний пішак · a4 білий слон · g4 чорний пішак · b3 біла тура · c3 білий король · d3 білий пішак · g3 чорний слон · h3 чорна тура · b2 білий пішак · c2 білий пішак · d2 білий кінь · e2 білий пішак | a8 чорний слон · b8 білий слон · e8 чорна тура · g8 чорний кінь · h8 чорний ферзь · b7 чорний кінь · e7 біла тура · a6 чорний пішак · b6 білий кінь · e6 білий ферзь · a5 чорний пішак · c5 чорний король · e5 чорний пішак · a4 білий слон · g4 чорний пішак · b3 біла тура · c3 білий король · d3 білий пішак · g3 чорний слон · h3 чорна тура · b2 білий пішак · c2 білий пішак · d2 білий кінь · e2 білий пішак | a8 чорний слон · b8 білий слон · e8 чорна тура · g8 чорний кінь · h8 чорний ферзь · b7 чорний кінь · e7 біла тура · a6 чорний пішак · b6 білий кінь · e6 білий ферзь · a5 чорний пішак · c5 чорний король · e5 чорний пішак · a4 білий слон · g4 чорний пішак · b3 біла тура · c3 білий король · d3 білий пішак · g3 чорний слон · h3 чорна тура · b2 білий пішак · c2 білий пішак · d2 білий кінь · e2 білий пішак | a8 чорний слон · b8 білий слон · e8 чорна тура · g8 чорний кінь · h8 чорний ферзь · b7 чорний кінь · e7 біла тура · a6 чорний пішак · b6 білий кінь · e6 білий ферзь · a5 чорний пішак · c5 чорний король · e5 чорний пішак · a4 білий слон · g4 чорний пішак · b3 біла тура · c3 білий король · d3 білий пішак · g3 чорний слон · h3 чорна тура · b2 білий пішак · c2 білий пішак · d2 білий кінь · e2 білий пішак | a8 чорний слон · b8 білий слон · e8 чорна тура · g8 чорний кінь · h8 чорний ферзь · b7 чорний кінь · e7 біла тура · a6 чорний пішак · b6 білий кінь · e6 білий ферзь · a5 чорний пішак · c5 чорний король · e5 чорний пішак · a4 білий слон · g4 чорний пішак · b3 біла тура · c3 білий король · d3 білий пішак · g3 чорний слон · h3 чорна тура · b2 білий пішак · c2 білий пішак · d2 білий кінь · e2 білий пішак | a8 чорний слон · b8 білий слон · e8 чорна тура · g8 чорний кінь · h8 чорний ферзь · b7 чорний кінь · e7 біла тура · a6 чорний пішак · b6 білий кінь · e6 білий ферзь · a5 чорний пішак · c5 чорний король · e5 чорний пішак · a4 білий слон · g4 чорний пішак · b3 біла тура · c3 білий король · d3 білий пішак · g3 чорний слон · h3 чорна тура · b2 білий пішак · c2 білий пішак · d2 білий кінь · e2 білий пішак | 6 |
| 5 | a8 чорний слон · b8 білий слон · e8 чорна тура · g8 чорний кінь · h8 чорний ферзь · b7 чорний кінь · e7 біла тура · a6 чорний пішак · b6 білий кінь · e6 білий ферзь · a5 чорний пішак · c5 чорний король · e5 чорний пішак · a4 білий слон · g4 чорний пішак · b3 біла тура · c3 білий король · d3 білий пішак · g3 чорний слон · h3 чорна тура · b2 білий пішак · c2 білий пішак · d2 білий кінь · e2 білий пішак | a8 чорний слон · b8 білий слон · e8 чорна тура · g8 чорний кінь · h8 чорний ферзь · b7 чорний кінь · e7 біла тура · a6 чорний пішак · b6 білий кінь · e6 білий ферзь · a5 чорний пішак · c5 чорний король · e5 чорний пішак · a4 білий слон · g4 чорний пішак · b3 біла тура · c3 білий король · d3 білий пішак · g3 чорний слон · h3 чорна тура · b2 білий пішак · c2 білий пішак · d2 білий кінь · e2 білий пішак | a8 чорний слон · b8 білий слон · e8 чорна тура · g8 чорний кінь · h8 чорний ферзь · b7 чорний кінь · e7 біла тура · a6 чорний пішак · b6 білий кінь · e6 білий ферзь · a5 чорний пішак · c5 чорний король · e5 чорний пішак · a4 білий слон · g4 чорний пішак · b3 біла тура · c3 білий король · d3 білий пішак · g3 чорний слон · h3 чорна тура · b2 білий пішак · c2 білий пішак · d2 білий кінь · e2 білий пішак | a8 чорний слон · b8 білий слон · e8 чорна тура · g8 чорний кінь · h8 чорний ферзь · b7 чорний кінь · e7 біла тура · a6 чорний пішак · b6 білий кінь · e6 білий ферзь · a5 чорний пішак · c5 чорний король · e5 чорний пішак · a4 білий слон · g4 чорний пішак · b3 біла тура · c3 білий король · d3 білий пішак · g3 чорний слон · h3 чорна тура · b2 білий пішак · c2 білий пішак · d2 білий кінь · e2 білий пішак | a8 чорний слон · b8 білий слон · e8 чорна тура · g8 чорний кінь · h8 чорний ферзь · b7 чорний кінь · e7 біла тура · a6 чорний пішак · b6 білий кінь · e6 білий ферзь · a5 чорний пішак · c5 чорний король · e5 чорний пішак · a4 білий слон · g4 чорний пішак · b3 біла тура · c3 білий король · d3 білий пішак · g3 чорний слон · h3 чорна тура · b2 білий пішак · c2 білий пішак · d2 білий кінь · e2 білий пішак | a8 чорний слон · b8 білий слон · e8 чорна тура · g8 чорний кінь · h8 чорний ферзь · b7 чорний кінь · e7 біла тура · a6 чорний пішак · b6 білий кінь · e6 білий ферзь · a5 чорний пішак · c5 чорний король · e5 чорний пішак · a4 білий слон · g4 чорний пішак · b3 біла тура · c3 білий король · d3 білий пішак · g3 чорний слон · h3 чорна тура · b2 білий пішак · c2 білий пішак · d2 білий кінь · e2 білий пішак | a8 чорний слон · b8 білий слон · e8 чорна тура · g8 чорний кінь · h8 чорний ферзь · b7 чорний кінь · e7 біла тура · a6 чорний пішак · b6 білий кінь · e6 білий ферзь · a5 чорний пішак · c5 чорний король · e5 чорний пішак · a4 білий слон · g4 чорний пішак · b3 біла тура · c3 білий король · d3 білий пішак · g3 чорний слон · h3 чорна тура · b2 білий пішак · c2 білий пішак · d2 білий кінь · e2 білий пішак | a8 чорний слон · b8 білий слон · e8 чорна тура · g8 чорний кінь · h8 чорний ферзь · b7 чорний кінь · e7 біла тура · a6 чорний пішак · b6 білий кінь · e6 білий ферзь · a5 чорний пішак · c5 чорний король · e5 чорний пішак · a4 білий слон · g4 чорний пішак · b3 біла тура · c3 білий король · d3 білий пішак · g3 чорний слон · h3 чорна тура · b2 білий пішак · c2 білий пішак · d2 білий кінь · e2 білий пішак | 5 |
| 4 | a8 чорний слон · b8 білий слон · e8 чорна тура · g8 чорний кінь · h8 чорний ферзь · b7 чорний кінь · e7 біла тура · a6 чорний пішак · b6 білий кінь · e6 білий ферзь · a5 чорний пішак · c5 чорний король · e5 чорний пішак · a4 білий слон · g4 чорний пішак · b3 біла тура · c3 білий король · d3 білий пішак · g3 чорний слон · h3 чорна тура · b2 білий пішак · c2 білий пішак · d2 білий кінь · e2 білий пішак | a8 чорний слон · b8 білий слон · e8 чорна тура · g8 чорний кінь · h8 чорний ферзь · b7 чорний кінь · e7 біла тура · a6 чорний пішак · b6 білий кінь · e6 білий ферзь · a5 чорний пішак · c5 чорний король · e5 чорний пішак · a4 білий слон · g4 чорний пішак · b3 біла тура · c3 білий король · d3 білий пішак · g3 чорний слон · h3 чорна тура · b2 білий пішак · c2 білий пішак · d2 білий кінь · e2 білий пішак | a8 чорний слон · b8 білий слон · e8 чорна тура · g8 чорний кінь · h8 чорний ферзь · b7 чорний кінь · e7 біла тура · a6 чорний пішак · b6 білий кінь · e6 білий ферзь · a5 чорний пішак · c5 чорний король · e5 чорний пішак · a4 білий слон · g4 чорний пішак · b3 біла тура · c3 білий король · d3 білий пішак · g3 чорний слон · h3 чорна тура · b2 білий пішак · c2 білий пішак · d2 білий кінь · e2 білий пішак | a8 чорний слон · b8 білий слон · e8 чорна тура · g8 чорний кінь · h8 чорний ферзь · b7 чорний кінь · e7 біла тура · a6 чорний пішак · b6 білий кінь · e6 білий ферзь · a5 чорний пішак · c5 чорний король · e5 чорний пішак · a4 білий слон · g4 чорний пішак · b3 біла тура · c3 білий король · d3 білий пішак · g3 чорний слон · h3 чорна тура · b2 білий пішак · c2 білий пішак · d2 білий кінь · e2 білий пішак | a8 чорний слон · b8 білий слон · e8 чорна тура · g8 чорний кінь · h8 чорний ферзь · b7 чорний кінь · e7 біла тура · a6 чорний пішак · b6 білий кінь · e6 білий ферзь · a5 чорний пішак · c5 чорний король · e5 чорний пішак · a4 білий слон · g4 чорний пішак · b3 біла тура · c3 білий король · d3 білий пішак · g3 чорний слон · h3 чорна тура · b2 білий пішак · c2 білий пішак · d2 білий кінь · e2 білий пішак | a8 чорний слон · b8 білий слон · e8 чорна тура · g8 чорний кінь · h8 чорний ферзь · b7 чорний кінь · e7 біла тура · a6 чорний пішак · b6 білий кінь · e6 білий ферзь · a5 чорний пішак · c5 чорний король · e5 чорний пішак · a4 білий слон · g4 чорний пішак · b3 біла тура · c3 білий король · d3 білий пішак · g3 чорний слон · h3 чорна тура · b2 білий пішак · c2 білий пішак · d2 білий кінь · e2 білий пішак | a8 чорний слон · b8 білий слон · e8 чорна тура · g8 чорний кінь · h8 чорний ферзь · b7 чорний кінь · e7 біла тура · a6 чорний пішак · b6 білий кінь · e6 білий ферзь · a5 чорний пішак · c5 чорний король · e5 чорний пішак · a4 білий слон · g4 чорний пішак · b3 біла тура · c3 білий король · d3 білий пішак · g3 чорний слон · h3 чорна тура · b2 білий пішак · c2 білий пішак · d2 білий кінь · e2 білий пішак | a8 чорний слон · b8 білий слон · e8 чорна тура · g8 чорний кінь · h8 чорний ферзь · b7 чорний кінь · e7 біла тура · a6 чорний пішак · b6 білий кінь · e6 білий ферзь · a5 чорний пішак · c5 чорний король · e5 чорний пішак · a4 білий слон · g4 чорний пішак · b3 біла тура · c3 білий король · d3 білий пішак · g3 чорний слон · h3 чорна тура · b2 білий пішак · c2 білий пішак · d2 білий кінь · e2 білий пішак | 4 |
| 3 | a8 чорний слон · b8 білий слон · e8 чорна тура · g8 чорний кінь · h8 чорний ферзь · b7 чорний кінь · e7 біла тура · a6 чорний пішак · b6 білий кінь · e6 білий ферзь · a5 чорний пішак · c5 чорний король · e5 чорний пішак · a4 білий слон · g4 чорний пішак · b3 біла тура · c3 білий король · d3 білий пішак · g3 чорний слон · h3 чорна тура · b2 білий пішак · c2 білий пішак · d2 білий кінь · e2 білий пішак | a8 чорний слон · b8 білий слон · e8 чорна тура · g8 чорний кінь · h8 чорний ферзь · b7 чорний кінь · e7 біла тура · a6 чорний пішак · b6 білий кінь · e6 білий ферзь · a5 чорний пішак · c5 чорний король · e5 чорний пішак · a4 білий слон · g4 чорний пішак · b3 біла тура · c3 білий король · d3 білий пішак · g3 чорний слон · h3 чорна тура · b2 білий пішак · c2 білий пішак · d2 білий кінь · e2 білий пішак | a8 чорний слон · b8 білий слон · e8 чорна тура · g8 чорний кінь · h8 чорний ферзь · b7 чорний кінь · e7 біла тура · a6 чорний пішак · b6 білий кінь · e6 білий ферзь · a5 чорний пішак · c5 чорний король · e5 чорний пішак · a4 білий слон · g4 чорний пішак · b3 біла тура · c3 білий король · d3 білий пішак · g3 чорний слон · h3 чорна тура · b2 білий пішак · c2 білий пішак · d2 білий кінь · e2 білий пішак | a8 чорний слон · b8 білий слон · e8 чорна тура · g8 чорний кінь · h8 чорний ферзь · b7 чорний кінь · e7 біла тура · a6 чорний пішак · b6 білий кінь · e6 білий ферзь · a5 чорний пішак · c5 чорний король · e5 чорний пішак · a4 білий слон · g4 чорний пішак · b3 біла тура · c3 білий король · d3 білий пішак · g3 чорний слон · h3 чорна тура · b2 білий пішак · c2 білий пішак · d2 білий кінь · e2 білий пішак | a8 чорний слон · b8 білий слон · e8 чорна тура · g8 чорний кінь · h8 чорний ферзь · b7 чорний кінь · e7 біла тура · a6 чорний пішак · b6 білий кінь · e6 білий ферзь · a5 чорний пішак · c5 чорний король · e5 чорний пішак · a4 білий слон · g4 чорний пішак · b3 біла тура · c3 білий король · d3 білий пішак · g3 чорний слон · h3 чорна тура · b2 білий пішак · c2 білий пішак · d2 білий кінь · e2 білий пішак | a8 чорний слон · b8 білий слон · e8 чорна тура · g8 чорний кінь · h8 чорний ферзь · b7 чорний кінь · e7 біла тура · a6 чорний пішак · b6 білий кінь · e6 білий ферзь · a5 чорний пішак · c5 чорний король · e5 чорний пішак · a4 білий слон · g4 чорний пішак · b3 біла тура · c3 білий король · d3 білий пішак · g3 чорний слон · h3 чорна тура · b2 білий пішак · c2 білий пішак · d2 білий кінь · e2 білий пішак | a8 чорний слон · b8 білий слон · e8 чорна тура · g8 чорний кінь · h8 чорний ферзь · b7 чорний кінь · e7 біла тура · a6 чорний пішак · b6 білий кінь · e6 білий ферзь · a5 чорний пішак · c5 чорний король · e5 чорний пішак · a4 білий слон · g4 чорний пішак · b3 біла тура · c3 білий король · d3 білий пішак · g3 чорний слон · h3 чорна тура · b2 білий пішак · c2 білий пішак · d2 білий кінь · e2 білий пішак | a8 чорний слон · b8 білий слон · e8 чорна тура · g8 чорний кінь · h8 чорний ферзь · b7 чорний кінь · e7 біла тура · a6 чорний пішак · b6 білий кінь · e6 білий ферзь · a5 чорний пішак · c5 чорний король · e5 чорний пішак · a4 білий слон · g4 чорний пішак · b3 біла тура · c3 білий король · d3 білий пішак · g3 чорний слон · h3 чорна тура · b2 білий пішак · c2 білий пішак · d2 білий кінь · e2 білий пішак | 3 |
| 2 | a8 чорний слон · b8 білий слон · e8 чорна тура · g8 чорний кінь · h8 чорний ферзь · b7 чорний кінь · e7 біла тура · a6 чорний пішак · b6 білий кінь · e6 білий ферзь · a5 чорний пішак · c5 чорний король · e5 чорний пішак · a4 білий слон · g4 чорний пішак · b3 біла тура · c3 білий король · d3 білий пішак · g3 чорний слон · h3 чорна тура · b2 білий пішак · c2 білий пішак · d2 білий кінь · e2 білий пішак | a8 чорний слон · b8 білий слон · e8 чорна тура · g8 чорний кінь · h8 чорний ферзь · b7 чорний кінь · e7 біла тура · a6 чорний пішак · b6 білий кінь · e6 білий ферзь · a5 чорний пішак · c5 чорний король · e5 чорний пішак · a4 білий слон · g4 чорний пішак · b3 біла тура · c3 білий король · d3 білий пішак · g3 чорний слон · h3 чорна тура · b2 білий пішак · c2 білий пішак · d2 білий кінь · e2 білий пішак | a8 чорний слон · b8 білий слон · e8 чорна тура · g8 чорний кінь · h8 чорний ферзь · b7 чорний кінь · e7 біла тура · a6 чорний пішак · b6 білий кінь · e6 білий ферзь · a5 чорний пішак · c5 чорний король · e5 чорний пішак · a4 білий слон · g4 чорний пішак · b3 біла тура · c3 білий король · d3 білий пішак · g3 чорний слон · h3 чорна тура · b2 білий пішак · c2 білий пішак · d2 білий кінь · e2 білий пішак | a8 чорний слон · b8 білий слон · e8 чорна тура · g8 чорний кінь · h8 чорний ферзь · b7 чорний кінь · e7 біла тура · a6 чорний пішак · b6 білий кінь · e6 білий ферзь · a5 чорний пішак · c5 чорний король · e5 чорний пішак · a4 білий слон · g4 чорний пішак · b3 біла тура · c3 білий король · d3 білий пішак · g3 чорний слон · h3 чорна тура · b2 білий пішак · c2 білий пішак · d2 білий кінь · e2 білий пішак | a8 чорний слон · b8 білий слон · e8 чорна тура · g8 чорний кінь · h8 чорний ферзь · b7 чорний кінь · e7 біла тура · a6 чорний пішак · b6 білий кінь · e6 білий ферзь · a5 чорний пішак · c5 чорний король · e5 чорний пішак · a4 білий слон · g4 чорний пішак · b3 біла тура · c3 білий король · d3 білий пішак · g3 чорний слон · h3 чорна тура · b2 білий пішак · c2 білий пішак · d2 білий кінь · e2 білий пішак | a8 чорний слон · b8 білий слон · e8 чорна тура · g8 чорний кінь · h8 чорний ферзь · b7 чорний кінь · e7 біла тура · a6 чорний пішак · b6 білий кінь · e6 білий ферзь · a5 чорний пішак · c5 чорний король · e5 чорний пішак · a4 білий слон · g4 чорний пішак · b3 біла тура · c3 білий король · d3 білий пішак · g3 чорний слон · h3 чорна тура · b2 білий пішак · c2 білий пішак · d2 білий кінь · e2 білий пішак | a8 чорний слон · b8 білий слон · e8 чорна тура · g8 чорний кінь · h8 чорний ферзь · b7 чорний кінь · e7 біла тура · a6 чорний пішак · b6 білий кінь · e6 білий ферзь · a5 чорний пішак · c5 чорний король · e5 чорний пішак · a4 білий слон · g4 чорний пішак · b3 біла тура · c3 білий король · d3 білий пішак · g3 чорний слон · h3 чорна тура · b2 білий пішак · c2 білий пішак · d2 білий кінь · e2 білий пішак | a8 чорний слон · b8 білий слон · e8 чорна тура · g8 чорний кінь · h8 чорний ферзь · b7 чорний кінь · e7 біла тура · a6 чорний пішак · b6 білий кінь · e6 білий ферзь · a5 чорний пішак · c5 чорний король · e5 чорний пішак · a4 білий слон · g4 чорний пішак · b3 біла тура · c3 білий король · d3 білий пішак · g3 чорний слон · h3 чорна тура · b2 білий пішак · c2 білий пішак · d2 білий кінь · e2 білий пішак | 2 |
| 1 | a8 чорний слон · b8 білий слон · e8 чорна тура · g8 чорний кінь · h8 чорний ферзь · b7 чорний кінь · e7 біла тура · a6 чорний пішак · b6 білий кінь · e6 білий ферзь · a5 чорний пішак · c5 чорний король · e5 чорний пішак · a4 білий слон · g4 чорний пішак · b3 біла тура · c3 білий король · d3 білий пішак · g3 чорний слон · h3 чорна тура · b2 білий пішак · c2 білий пішак · d2 білий кінь · e2 білий пішак | a8 чорний слон · b8 білий слон · e8 чорна тура · g8 чорний кінь · h8 чорний ферзь · b7 чорний кінь · e7 біла тура · a6 чорний пішак · b6 білий кінь · e6 білий ферзь · a5 чорний пішак · c5 чорний король · e5 чорний пішак · a4 білий слон · g4 чорний пішак · b3 біла тура · c3 білий король · d3 білий пішак · g3 чорний слон · h3 чорна тура · b2 білий пішак · c2 білий пішак · d2 білий кінь · e2 білий пішак | a8 чорний слон · b8 білий слон · e8 чорна тура · g8 чорний кінь · h8 чорний ферзь · b7 чорний кінь · e7 біла тура · a6 чорний пішак · b6 білий кінь · e6 білий ферзь · a5 чорний пішак · c5 чорний король · e5 чорний пішак · a4 білий слон · g4 чорний пішак · b3 біла тура · c3 білий король · d3 білий пішак · g3 чорний слон · h3 чорна тура · b2 білий пішак · c2 білий пішак · d2 білий кінь · e2 білий пішак | a8 чорний слон · b8 білий слон · e8 чорна тура · g8 чорний кінь · h8 чорний ферзь · b7 чорний кінь · e7 біла тура · a6 чорний пішак · b6 білий кінь · e6 білий ферзь · a5 чорний пішак · c5 чорний король · e5 чорний пішак · a4 білий слон · g4 чорний пішак · b3 біла тура · c3 білий король · d3 білий пішак · g3 чорний слон · h3 чорна тура · b2 білий пішак · c2 білий пішак · d2 білий кінь · e2 білий пішак | a8 чорний слон · b8 білий слон · e8 чорна тура · g8 чорний кінь · h8 чорний ферзь · b7 чорний кінь · e7 біла тура · a6 чорний пішак · b6 білий кінь · e6 білий ферзь · a5 чорний пішак · c5 чорний король · e5 чорний пішак · a4 білий слон · g4 чорний пішак · b3 біла тура · c3 білий король · d3 білий пішак · g3 чорний слон · h3 чорна тура · b2 білий пішак · c2 білий пішак · d2 білий кінь · e2 білий пішак | a8 чорний слон · b8 білий слон · e8 чорна тура · g8 чорний кінь · h8 чорний ферзь · b7 чорний кінь · e7 біла тура · a6 чорний пішак · b6 білий кінь · e6 білий ферзь · a5 чорний пішак · c5 чорний король · e5 чорний пішак · a4 білий слон · g4 чорний пішак · b3 біла тура · c3 білий король · d3 білий пішак · g3 чорний слон · h3 чорна тура · b2 білий пішак · c2 білий пішак · d2 білий кінь · e2 білий пішак | a8 чорний слон · b8 білий слон · e8 чорна тура · g8 чорний кінь · h8 чорний ферзь · b7 чорний кінь · e7 біла тура · a6 чорний пішак · b6 білий кінь · e6 білий ферзь · a5 чорний пішак · c5 чорний король · e5 чорний пішак · a4 білий слон · g4 чорний пішак · b3 біла тура · c3 білий король · d3 білий пішак · g3 чорний слон · h3 чорна тура · b2 білий пішак · c2 білий пішак · d2 білий кінь · e2 білий пішак | a8 чорний слон · b8 білий слон · e8 чорна тура · g8 чорний кінь · h8 чорний ферзь · b7 чорний кінь · e7 біла тура · a6 чорний пішак · b6 білий кінь · e6 білий ферзь · a5 чорний пішак · c5 чорний король · e5 чорний пішак · a4 білий слон · g4 чорний пішак · b3 біла тура · c3 білий король · d3 білий пішак · g3 чорний слон · h3 чорна тура · b2 білий пішак · c2 білий пішак · d2 білий кінь · e2 білий пішак | 1 |
|   | a | b | c | d | e | f | g | h |   |

1.Lc7! ~ 2.Tb5+ ab 3.Dc4+ bc 4.d4+ ed#
1... L~ 2.Ld6+ S:d6 3.Tc7+ Lc6 4.Se4+ S:e4#
1... Le1! 2.Dd6+ S:d6 3.Sd7+ Kd5 4.e4+ S:e4#
1... Sd6 2.Dc4+ S:c4 3.Se4+ L:e4 4.d4+
1... Td8 2.Sd7+ T:d7 3.Db6+ Kd5 4.Dd4+
Захищаючись довільним відходом слона, чорні зв'язують білого пішака d3, що в свою чергу використовують білі, граючи на 4 ході конем. Точним ходом слона чорні зв'язують і коня, після чого білі досягають мети, використовуючи зв'язку двох своїх фігур. Як зауважено після першості світу, додатковий варіант 1...Sd6 теж відповідає вимогам тематичного конкурсу.
Album FIDE 1998-2000